# Geoica pellucida
Geoica pellucida är en insektsart som först beskrevs av Buckton 1883.  Geoica pellucida ingår i släktet Geoica och familjen långrörsbladlöss. Inga underarter finns listade i Catalogue of Life.